# Tulane Stadium
Tulane Stadium fue un estadio de fútbol al aire libre situado en Nueva Orleans, que se encontraba desde 1926 hasta 1980, oficialmente conocida como la Tercera Tulane Stadium, que sustituyó a la "Segunda Tulane Stadium", donde ahora se encuentra el Teléfono Exchange Building. El sitio anterior Actualmente está obligado por Willow Street al sur, Ben Weiner Drive hacia el este, el límite de la propiedad de la Universidad de Tulane oeste de McAllister Place, y el Fondo para Hertz Baloncesto / Voleibol Práctica y el sitio de Yulman Estadio al norte. 
El estadio fue sede de tres de los nueve primeros Super Bowls en 1970, 1972, y 1975.
El 2 de noviembre de 1979, el presidente de Tulane Sheldon Hackney anunció que sería demolido el estadio. La demolición comenzó el 18 de noviembre de 1979, y terminó en junio de 1980, mientras que las áreas de almacenamiento debajo de los asientos en el estadio estaban siendo vaciadas antes de la demolición.
El sitio es actualmente el hogar de los complejos de vivienda estudiantil Aron y Willow, la estructura del parking Diboll, la Reily Student gimnasio y Brown Quad. 
Tulane Stadium es uno de los cinco estadios que habían organizado un partido de Super Bowl que ya no se encontraba. Tampa Stadium, que fue sede de dos Super Bowls, fue demolido en abril de 1999; Stanford Stadium, que fue sede de un Super Bowl, fue demolido y reconstruido en el período 2005-2006; el Orange Bowl, que fue sede de cinco Super Bowls, fue demolido en mayo de 2008; y el Hubert H. Humphrey Metrodome, que también fue sede de un Super Bowl, fue demolido en marzo de 2014.

## Resultados en Super Bowls

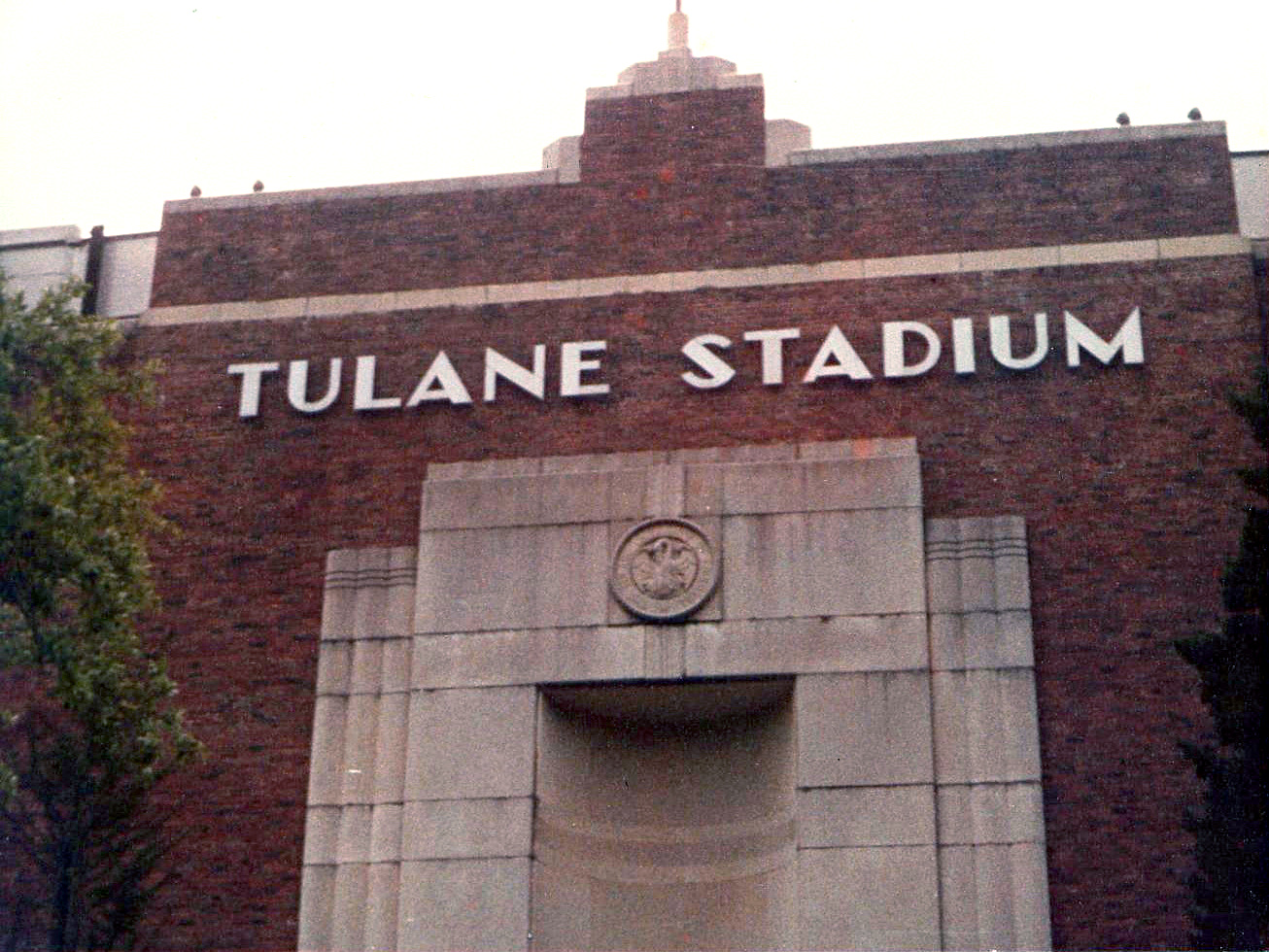
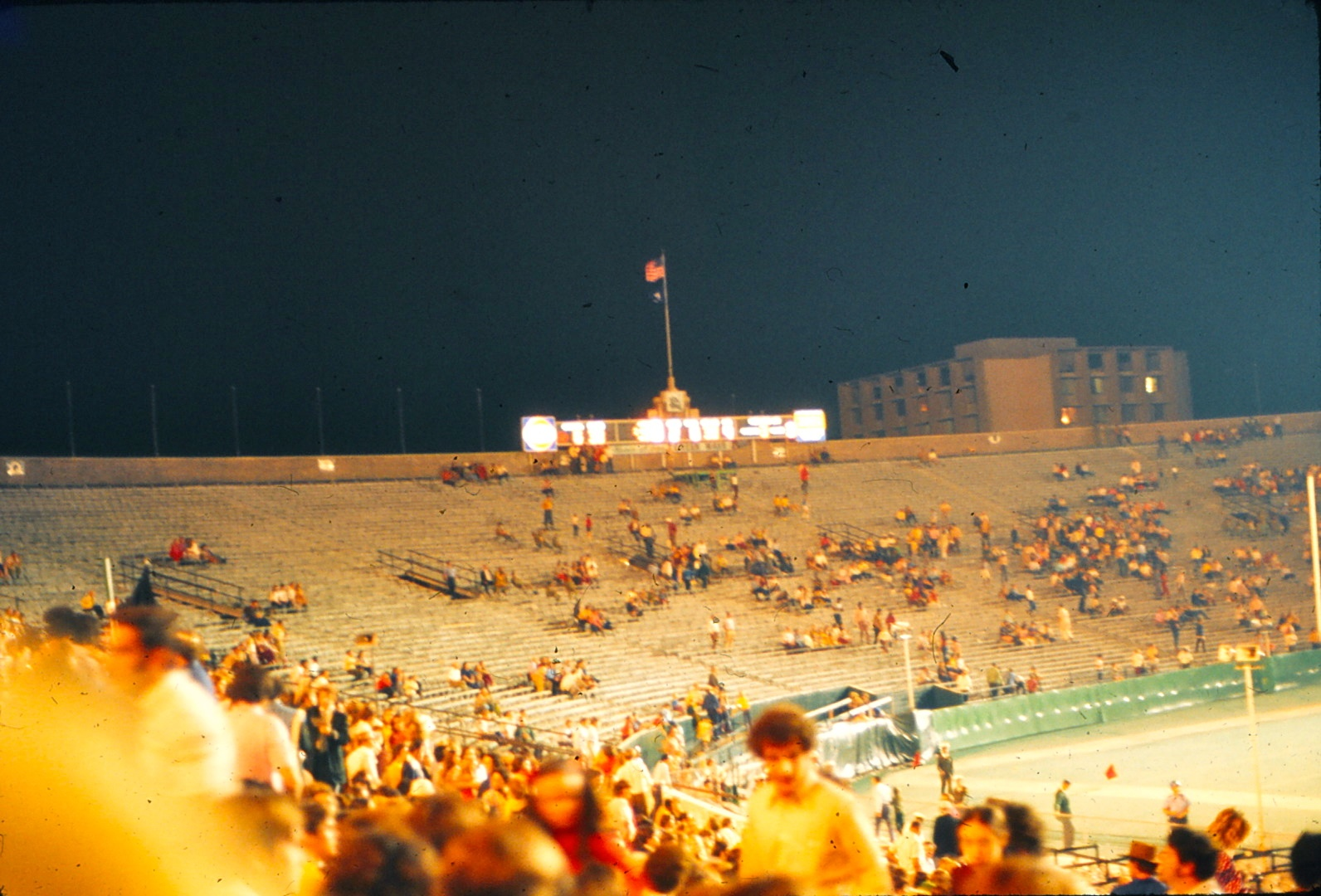

| Fecha               | Super Bowl | Equipo              | Puntos | Equipo             | Puntos | Asistencia |
| ------------------- | ---------- | ------------------- | ------ | ------------------ | ------ | ---------- |
| 11 de enero de 1970 | IV         | Minnesota Vikings   | 7      | Kansas City Chiefs | 23     | 80,562     |
| 16 de enero de 1972 | VI         | Dallas Cowboys      | 24     | Miami Dolphins     | 3      | 81,023     |
| 12 de enero de 1975 | IX         | Pittsburgh Steelers | 16     | Minnesota Vikings  | 6      | 80,997     |